# الصيادية (حمص)
قرية الصيادية ، حمص، تقع إلى الغرب من مدينة حمص على بعد 25 كم .

## الموقع
غرب مدينة حمص ، قرب قرية خربة غازي .
وتتبع إداريا لبلدة خربة تين نور .

## السكان
القرية صغيرة جدا ويبلغ عدد سكانها أقل من 200 نسمة .

## المواصلات
يمكن الوصول للقرية عبر قرية خربة غازي .

## الخدمات
تعاني القرية من نقص الخدمات نظراً لصغر حجمها ، فتعتمد على القرى الكبيرة المجاورة .